# Morti nel 1611
| Questa pagina contiene informazioni ricavate automaticamente dalle voci biografiche con l'ausilio del template Bio e di un bot. L'aggiornamento è periodico e automatico e ricostruisce completamente la pagina. Se manca una persona in questa lista, sei pregato di non aggiungerla, ma accertati piuttosto che la sua voce biografica contenga il template Bio e che i dati anagrafici siano correttamente compilati. Se il template Bio manca, inseriscilo tu stesso o, in alternativa, metti l'avviso {{tmp\|Bio}} che ne segnala la mancanza. Se i dati riportati sono sbagliati, correggi direttamente la voce biografica; le modifiche saranno visibili in questa lista entro pochi giorni. Per chiarimenti vedi il progetto biografie. La lista contiene solo le 76 persone che sono citate nell'enciclopedia e per le quali è stato implementato correttamente il template Bio. Pagina aggiornata al 18 giu 2025. |

## Gennaio(4)
- 6 gennaio - Giovanni de Ribera, patriarca cattolico e santo spagnolo (n. 1532)
- 16 gennaio - Niiro Tadamoto, militare giapponese (n. 1526)
- 16 gennaio - Flaminio Rota, anatomista e chirurgo italiano
- 21 gennaio - Mariano Pierbenedetti, cardinale e vescovo cattolico italiano (n. 1538)

## Febbraio(5)
- 3 febbraio - Ottavio Paravicini, cardinale e vescovo cattolico italiano (n. 1552)
- 7 febbraio - Ruprecht von Eggenberg, generale austriaco (n. 1546)
- 8 febbraio - Jan Huygen van Linschoten, viaggiatore e navigatore olandese
- 24 febbraio - Martin de Funes, religioso spagnolo (n. 1560)
- 26 febbraio - Antonio Possevino, gesuita, scrittore e diplomatico italiano (n. 1533)

## Marzo(7)
- 1º marzo - Girolamo Pollini, storico e presbitero italiano (n. 1544)
- 2 marzo - Ernesto II di Brunswick-Lüneburg, duca (n. 1564)
- 5 marzo - Shimazu Yoshihisa, militare giapponese (n. 1533)
- 13 marzo - Luigi III di Löwenstein-Wertheim, conte (n. 1530)
- 17 marzo - Sofia Vasa, principessa svedese (n. 1547)
- 20 marzo - Johann Georg Gödelmann, giurista, diplomatico e scrittore tedesco (n. 1559)
- 23 marzo - Sebastian Thörig, politico svizzero

## Aprile(3)
- 5 aprile - Pietro De Franchi Sacco, doge (n. 1545)
- 7 aprile - Antonio Pérez, politico spagnolo (n. 1540)
- 19 aprile - Giuseppe d'Alvino, pittore, scultore e architetto italiano (n. 1550)

## Maggio(3)
- 8 maggio - Marcantonio IV Colonna, nobile italiano (n. 1595)
- 28 maggio - Pietro Usimbardi, vescovo cattolico italiano (n. 1539)
- 29 maggio - Asano Nagamasa, militare giapponese (n. 1546)

## Giugno(2)
- 23 giugno - Cristiano II di Sassonia, nobile tedesco (n. 1583)
- 30 giugno - Joannes Busaeus, teologo olandese (n. 1547)

## Luglio(3)
- 12 luglio - Giovanni Fontana, vescovo cattolico italiano (n. 1537)
- 13 luglio - Sanada Masayuki, militare giapponese (n. 1547)
- 26 luglio - Horio Yoshiharu, militare giapponese (n. 1542)

## Agosto(7)
- 2 agosto - Katō Kiyomasa, militare giapponese (n. 1562)
- 5 agosto - Girolamo Bernerio, cardinale italiano (n. 1540)
- 6 agosto - Ludovico Buti, pittore italiano
- 8 agosto - Christopher Ostorodt, teologo tedesco
- 9 agosto - Domenico Pinelli, cardinale e vescovo cattolico italiano (n. 1541)
- 12 agosto - Herman van den Bergh, militare olandese (n. 1558)
- 27 agosto - Tomás Luis de Victoria, presbitero, compositore e organista spagnolo (n. 1548)

## Settembre(4)
- 9 settembre - Eleonora de' Medici, duchessa italiana (n. 1567)
- 12 settembre - Giulio Cesare Gabussi, compositore italiano (n. 1555)
- 13 settembre - Jerónimo Román de la Higuera, gesuita e storico spagnolo (n. 1538)
- 22 settembre - Pedro de Ribadeneira, gesuita spagnolo (n. 1527)

## Ottobre(5)
- 3 ottobre - Carlo di Guisa, nobile francese (n. 1554)
- 3 ottobre - Margherita d'Austria-Stiria, regina (n. 1584)
- 8 ottobre - Pierre de L'Estoile, francese (n. 1546)
- 15 ottobre - Jan Piotr Sapieha, politico e militare polacco (n. 1569)
- 30 ottobre - Carlo IX di Svezia, sovrano svedese (n. 1550)

## Novembre(4)
- 14 novembre - Girolamo Razzi, scrittore e commediografo italiano (n. 1527)
- 15 novembre - Fulvia Conti, nobile italiana
- 17 novembre - Nicola Enrico di Borbone-Francia, principe francese (n. 1607)
- 28 novembre - Lanfranco Margotti, cardinale e vescovo cattolico italiano (n. 1559)

## Dicembre(1)
- 15 dicembre - Walter Scott, I lord Scott di Buccleuch, nobile scozzese (n. 1565)

## Senza giorno specificato(28)
- Angelo Michele Sacchi, anatomista italiano (n. 1538)
- Luigi Benfatto, pittore italiano (n. 1551)
- Jean Bertaut, poeta francese (n. 1552)
- Federico Ceruti, poeta e letterato italiano (n. 1532)
- Giovanni Antonio Dosio, architetto e scultore italiano (n. 1533)
- Johannes Eccard, compositore tedesco (n. 1553)
- Melchior Fischer, scultore e architetto svizzero (n. 1581)
- Giles Fletcher il Vecchio, scrittore scozzese (n. 1548)
- Simon Forman, astrologo inglese (n. 1552)
- Charles de Gavre, militare belga (n. 1537)
- Luca Grimaldi De Castro, doge (n. 1530)
- Orazio Guarguanti, medico e letterato italiano (n. 1554)
- Henry Hudson, esploratore e navigatore inglese
- Kuyucu Murad Pascià, politico e militare ottomano (n. 1535)
- Sebastiano Paride Lodron, condottiero italiano (n. 1572)
- Bonaiuto Lorini, ingegnere e architetto italiano
- Camillo Mariani, scultore, pittore e architetto italiano (n. 1567)
- Anton Möller, pittore tedesco (n. 1563)
- Anthonis van Obbergen, architetto fiammingo (n. 1543)
- Sforza degli Oddi, drammaturgo e giurista italiano (n. 1540)
- Barthélemy Prieur, scultore francese
- Si Saowaphak, sovrano siamese
- Jan Soens, pittore olandese
- Bartholomäus Spranger, pittore e incisore fiammingo (n. 1546)
- Tiryaki Hasan Pascià, militare e politico ottomano (n. 1530)
- Marco Vecellio, pittore italiano (n. 1545)
- Livia d'Arco, soprano italiana (n. 1565)
- Enrichetta di Savoia-Villars, nobildonna italiana (n. 1541)